# Feeling Randy
Feeling Randy é um filme de 2024 dirigido por Dean Lent. Teve um lançamento limitado nos cinemas dos Estados Unidos pela Breaking Glass Pictures em 1 de novembro de 2024, seguido de um lançamento digital no dia 5 de novembro.

## Sinopse
No final dos anos 1970, Randy encontra-se indeciso sobre a sua identidade sexual e, junto de seus amigos adolescentes ele planeja viajar para o Kitty Ranch Brothel.

## Elenco
- Reid Miller[1]
- Jonathan Silverman[1]
- Marguerite Moreau[1]
- Tyler Lawrence Gray[1]
- Blaine Kern[1]
- Kerrice Brooks[1]
- Shane Almagor[1]
- Oliver Hibbs Wyman[1]
- Chris Mulkey[1]
- Richard Riehle[1]

## Recepção
Em sua crítica para a Variety, Murtada Elfadl disse que o filme é "uma comédia adolescente doce e astuta que desafia as expectativas do gênero." No Bay Area Reporter, David-Elijah Nahmod disse que o filme é uma "doce história de amadurecimento ambientada na Bay Area dos anos 70".